# 제이컵 멜턴
제이컵 멜턴(2001년 1월 9일 ~ )는 미국의 배우이다.